# 월계수속
월계수속(月桂樹屬, 학명: Laurus 라우루스[*])은 녹나무과의 속이다. 월계수를 비롯한 상록수 서너 종을 포함한다.

## 하위 종
- 월계수 L. nobilis L.
- L. azorica (Seub.) Franco
- L. chinensis Blume
- L. melissifolia Walter